# Liste der Naturdenkmale in Oberwolfach
| Naturdenkmale | Anzahl |
| ------------- | ------ |
| FND           | 1      |
| END           | 2      |
| Gesamt        | 3      |

Die Liste der Naturdenkmale in Oberwolfach nennt die verordneten Naturdenkmale (ND) der im baden-württembergischen Ortenaukreis liegenden Gemeinde Oberwolfach. In Oberwolfach gibt es insgesamt drei als Naturdenkmal geschützte Objekte, davon ein flächenhaftes Naturdenkmal (FND) und zwei Einzelgebilde-Naturdenkmale (END).
Stand: 1. November 2016.

## Flächenhafte Naturdenkmale (FND)
| Name                     | Bild | Kennung     | Einzelheiten | Position | Fläche Hektar | Datum         |
| ------------------------ | ---- | ----------- | ------------ | -------- | ------------- | ------------- |
| Gneisfelsen Bärfelsen    |      | 83170930002 | Oberwolfach  | ???      | 0,2           | 29. Aug. 1963 |
| Legende für Naturdenkmal |      |             |              |          |               |               |

## Einzelgebilde (END)
| Name                     | Bild | Kennung     | Einzelheiten | Position | Fläche Hektar | Datum         |
| ------------------------ | ---- | ----------- | ------------ | -------- | ------------- | ------------- |
| Dorflinde                |      | 83170930001 | Oberwolfach  | ???      | 0,0           | 29. Aug. 1963 |
| Rotbuche am Kirchberg    |      | 83170930003 | Oberwolfach  | ???      | 0,0           | 15. Jan. 1974 |
| Legende für Naturdenkmal |      |             |              |          |               |               |